# Изящные искусства
Изя́щные иску́сства (фр. les beaux arts, от лат. bonae artes; нем. feine Künste или schöne Künste) — термин для обобщённого обозначения некоторых видов искусства — изобразительного искусства и архитектуры, музыки, поэзии, театра и искусства танца, а также скульптуры, фотографии и т. п. Термин bonae artes известен в Европе, по меньшей мере, с конца XVI века. Впервые был закреплён Шарлем Батё во второй половине XVIII века за жанрами и видами искусств, которые, с эстетической точки зрения, были ориентированы на создание красоты, в отличие от декоративно-прикладных искусств. Традиционно изящные искусства противопоставляются так называемым механическим искусствам (artes mechanicae).
Во Франции, в эпоху короля Людовика XIV, в 1648 году стараниями кардинала Мазарини учреждается Королевская академия живописи и скульптуры. B 1671 году министр финансов Франции Жан-Батист Кольбер и архитектор Франсуа Блондель основали Королевскую академию архитектуры. B 1863 году Наполеон III даровал ей независимость от государства, и она слилась с другими академиями, в результате чего образовалась Школа изящных искусств. Школа ориентировалась на классические искусства и архитектуру, поэтому программа обучения включала живопись, скульптуру и архитектуру. С образованием Школы также произошло разделение между архитектурой и практическим строительным ремеслом — при этом последнее преподавалось в Национальной школе мостов и дорог, а также в Политехнической школе, которая и по сей день остаётся одним из крупнейших технических учебных заведений мира.
В России по западноевропейской академической традиции «высокие жанры» живописи (исторический и портретный) также именовали «изящными искусствами». Остальные жанры были объявлены «низшими». Архитектуру, несмотря на её бифункциональную природу, по причине её социального значения, также причисляли к изящным видам искусства. Так образовалась триада «изящных художеств», закреплённая академическим каноном: живопись, ваяние и зодчество. Императорская Академия художеств, учреждённая указом императрицы Елизаветы Петровны от 7 ноября 1757 года в Москве, а позднее в Санкт-Петербурге, так и называлась: «Академия трёх знатнейших (изящных) художеств».

## Критика понятия
Ряд авторов подчеркивает, что деление искусства на «изящные» («прекрасные»), нацеленные исключительно на эстетическое восприятие, и «декоративно-прикладные», практически-ориентированные, не универсально, а возникает именно на Западе в период Нового времени. Перенос подобной классификации за пределы европейской культуры не может адекватно отразить действительность. Кроме того, определение изящных искусств принижало функционально ориентированные декоративно-прикладные искусства и художественные ремёсла, формируя искусственную оппозицию «высокого» и «низкого».
Система изящных искусств приходит в упадок к концу XIX века. Авангард дарит человечеству отказ от идеала удовольствия (заменяя его провокацией, «выбиванием почвы», концептуальностью и т. п.). Отказ от традиционной системы искусств и сопутствующие ему процессы теоретизирует ряд авторов XX века. Например, Вальтер Беньямин, рассматривая влияние механической воспроизводимости на традиционные представления об искусстве, также затрагивал и критиковал узкое определение «изящных искусств», которое игнорировало массовые формы искусства. Дж. Дьюи рассматривал искусство как потенциальный опыт, реализация которого превосходит традиционные оппозиции между изящным и прикладным искусством, и которое можно встретить в любой практической деятельности человека (в движениях атлета, работе садовника, в ходе научного эксперимента и т. п.)
Историк и философ Пауль Оскар Кристеллер своим исследованием истории идей («Современная система искусств») косвенно оказал значительное влияние на современную критику концепции «изящных искусств». Кристеллер продемонстрировал, что разделение и противопоставление «изящных искусств» и «ремесел» не является естественным и неизбежным, а представляет собой продукт определенной исторической эпохи и конкретных социальных и культурных сил.
Утверждая, что система изобразительного искусства возникла только в XVIII веке, Кристеллер, подобно ряду других исследователей, возводит её корни к эпохе Возрождения. В частности, в своих работах Кристеллер описывает как в эпоху Возрождения и Нового времени гуманисты начали возвышать «либеральные искусства» (grammatica, rhetorica, dialectica, arithmetica, geometria, astronomia, musica), связанные с интеллектуальной деятельностью, в то время как «механические искусства» (связанные с ручным трудом) стали рассматриваться как менее престижные. Также Кристеллер показывает, как в эпоху Возрождения постепенно формируется образ художника не как простого ремесленника, а как личности, обладающей особым творческим даром.
Работы Кристеллера повлияли на многих исследователей, которые занимаются критикой западного понимания «искусства» и его европоцентричного характера. Так американский философ искусства и эстетик Ларри Шинер написал книгу «Изобретение искусства: история культуры», в которой подробно рассматривает процесс деления ранее существовавшего единого понятия «techne» (греч. «мастерство», «искусность») на ориентированные на вкус «изящные искусства» и практически ориентированные ремесла, декоративно-прикладные искусства.
Сходные утверждения о том, что изящное искусство было изобретено на Западе в XVIII веке, наряду с Кристеллером и Шинером делали ряд других авторов, например, как Пол Мэттик или Терри Иглтон. Пьер Бурдьё писал как понятие «изящных искусств» связано с социальным классом и культурным капиталом. Он критиковал идею «бесспорного вкуса» и показал, что эстетические суждения являются социальными конструктами.